# Андреас Евдокаци
Андреас Евдокаци (арм. Անդրեաս Եվդոկացի; 1541—дата смерти неизвестна) — армянский летописец XVI века.
Родился 27 ноября 1541 года в Евдокии. Был дьяконом. Написал хронографический труд, охватывающий период с 1453 года (с падения Константинополя) до 1590 года. Сообщения из первой части хронографии почерпнуты из письменных источников более раннего периода, а начиная с середины XVI века свидетельствует о происшествиях, очевидцем которых был сам. Заканчивается небольшим плачем, который автор написал на смерть одного из своих сыновей. В труде содержатся интересные данные о турецко-персидской войне 1578—1590 годов, восстаниях Джелали, жизни армян Евдокии. Впоследствии хронографию Евдокаци продолжили другие авторы, доводя её до 1668 года. В продолженной части особенно важны данные о восстании Кара Языджи и о взятии запорожскими казаками Синопа (1614 г.) и Кафы (1616 г.).